# Seixezelo
Seixezelo é uma povoação portuguesa do Município de Vila Nova de Gaia que foi sede da extinta Freguesia de Seixezelo, freguesia que tinha 1,61 km² de área e 1 712 habitantes (2011), e, por isso, uma densidade populacional de 1 063,4 hab/km².
A partir de 29 de Setembro de 2014, a Freguesia de Seixezelo foi extinta (agregada) tendo o seu território passado a fazer parte integrante da União de Freguesias de Pedroso e Seixezelo.
Santa Marinha de Seixezelo faz parte do Município de Vila Nova de Gaia, da região pastoral do Porto Aro-sul, da Segunda Vigaria de Vila Nova Gaia, da Diocese, do Distrito do Porto, distando da sede do município cerca de 12 km, ficando na zona sul do território municipal. A Freguesia era limitada, a norte, pelas freguesias de Pedroso e de Sermonde, a nascente, pela freguesia de Olival, a sul e poente, pela freguesia de Grijó e, a sul e a nascente, por Argoncilhe. Além da sede, era constituida pelos seguintes lugares: Além do Río, Azenha, Banda de Além, Belavista, Cabeços, Cal, Cidral, Corgas, Curral, Feiteiras, Fragosos, Gândaras, Igreja, Lavouras, Nogueira, Padrão, Pinheiro Manso, Rendeiro, Rodelo, Serrado, Soutinho, Vendas e Vessada.

## População
| População da Freguesia de Seixezelo | População da Freguesia de Seixezelo | População da Freguesia de Seixezelo | População da Freguesia de Seixezelo | População da Freguesia de Seixezelo | População da Freguesia de Seixezelo | População da Freguesia de Seixezelo | População da Freguesia de Seixezelo | População da Freguesia de Seixezelo | População da Freguesia de Seixezelo | População da Freguesia de Seixezelo | População da Freguesia de Seixezelo | População da Freguesia de Seixezelo | População da Freguesia de Seixezelo | População da Freguesia de Seixezelo |
| ----------------------------------- | ----------------------------------- | ----------------------------------- | ----------------------------------- | ----------------------------------- | ----------------------------------- | ----------------------------------- | ----------------------------------- | ----------------------------------- | ----------------------------------- | ----------------------------------- | ----------------------------------- | ----------------------------------- | ----------------------------------- | ----------------------------------- |
| 1864                                | 1878                                | 1890                                | 1900                                | 1911                                | 1920                                | 1930                                | 1940                                | 1950                                | 1960                                | 1970                                | 1981                                | 1991                                | 2001                                | 2011                                |
| 489                                 | 510                                 | 641                                 | 647                                 | 728                                 | 619                                 | 736                                 | 856                                 | 987                                 | 1 127                               | 1 360                               | 1 629                               | 2 113                               | 1 729                               | 1 712                               |

| Distribuição da População por Grupos Etários | Distribuição da População por Grupos Etários | Distribuição da População por Grupos Etários | Distribuição da População por Grupos Etários | Distribuição da População por Grupos Etários | Distribuição da População por Grupos Etários | Distribuição da População por Grupos Etários | Distribuição da População por Grupos Etários | Distribuição da População por Grupos Etários | Distribuição da População por Grupos Etários |
| -------------------------------------------- | -------------------------------------------- | -------------------------------------------- | -------------------------------------------- | -------------------------------------------- | -------------------------------------------- | -------------------------------------------- | -------------------------------------------- | -------------------------------------------- | -------------------------------------------- |
| Ano                                          | 0-14 Anos                                    | 15-24 Anos                                   | 25-64 Anos                                   | > 65 Anos                                    |                                              | 0-14 Anos                                    | 15-24 Anos                                   | 25-64 Anos                                   | > 65 Anos                                    |
| 2001                                         | 276                                          | 268                                          | 965                                          | 220                                          |                                              | 16,0%                                        | 15,5%                                        | 55,8%                                        | 12,7%                                        |
| 2011                                         | 270                                          | 177                                          | 981                                          | 284                                          |                                              | 15,8%                                        | 10,3%                                        | 57,3%                                        | 16,6%                                        |

Média do País no censo de 2001:  0/14 Anos-16,0%; 15/24 Anos-14,3%; 25/64 Anos-53,4%; 65 e mais Anos-16,4%
Média do País no censo de 2011:   0/14 Anos-14,9%; 15/24 Anos-10,9%; 25/64 Anos-55,2%; 65 e mais Anos-19,0%

## História
A Freguesia de Santa Marinha de Seixezelo, foi parte integrante do Couto de Pedroso, depois do Couto de Avintes e foi Honra do rico-homem D. GIl Vasques.
É referida nas Inquirições de D. Dinis como Sancta Marynha de Seixazello e nas Constituições Sinodais do Bispado do Porto aparece como Seixezello, é curado da apresentação do padroado real.
Só depois da guerra civil de 1832-1834 aparece como freguesia.
As ruas do Cidral e da Vessada conferem o carácter rústico e de outros tempos à zona e conduzem à Igreja Matriz.
A Igreja Matriz é um imponente edifício apesar da sobriedade das suas linhas: um arco de volta perfeita sobre a porta principal, a fachada é rematada por um tímpano triangular e encimada por uma cruz; a torre sineira rematada com uma cúpula curvejada, exuberância do traçado oitocentista.
No seu interior, uma imagem, de ingénuas linhas, de Santa Marinha, do Séc. XVI ou XVII, é a padroeira adoptada popularmente e atracção principal. O adro proporciona uma visão sobre os espaços rurais que vão subsistindo.
No Largo do Padrão, um cruzeiro granítico setecentista e uma casa de lavoura do tipo das muitas existentes, foi recuperada e convertida no novo Centro Social Manuel Pinto Sousa, revela-nos este cruzeiro, bem como as alminhas e oratórios existentes o carácter de outrora, a fé e a devoção do povo desta terra.
Em Seixezelo e mais exactamente no Parque das Corgas, existe a nascente do rio Febros (afluente do rio Douro).
Há algumas décadas atrás, Seixezelo era uma freguesia essencialmente rural e embora possua ainda no presente vastas zonas de terrenos agrícolas e área florestal, a edificação de industrias diversas e de um forte crescimento habitacional e populacional, transformaram ao longo dos últimos anos, o modo de vida dos seus habitantes.
Ficou conhecida como terra de cerejas, em tempos em que a exploração agrícola era a base económica.
Sendo uma das freguesias de menor área geográfica do Município de Vila Nova de Gaia têm todavia um elevado potencial quer a nível residencial, industrial e comercial.

## Património
- Pelourinho do Padrão